# Мануил Кантакузин (син на севаст Йоан Кантакузин)
Мануил Кантакузин (на средногръцки: Μανουήλ Καντακουζηνός) е византийски аристократ от XII век – племенник на император Мануил I Комнин.

## Биография
Мануил Кантакузин е син на севаста Йоан Кантакузин и на византийската принцеса Мария Комнина, която е внучка на император Йоан I Комнин и племенница на император Мануил I Комнин. Йоан Кинам разказва, че Мануил Кантакузин проявил неподчинение спрямо император Мануил, поради което бил затворен, а след това и ослепен, което според Кинам станало против заповедите на императора.
В генеалогично-просопографичното си изследване от 1968 година, посветено на фамилията на Кантакузините, британският византолог Доналд Никол идентифицира сина на севаста Йоан Кантакузин от разказа на Кинам с друг Мануил Кантакузин, за когото Никита Хониат разказва, че заемал висок комнадирски чин в армията и че през 1179 година император Мануил I Комнин го назначил заедно с Андроник Ангел начело на ромейските войски, изпратени срещу селджукските турци в Мала Азия. Там Мануил Кантакузин от разказа на Хониат се прославя, след като успява да измъкне своите части от едно изненадващо нощно нападение на турците след бягството на Андроник Ангел в Лаодикея. По-късно Доналд Никол коригира мнението си, признавайки, че Хониат и Кинам говорят за две различни лица и че Мануил Кантакузин от разказа на Кинам е бил ослепен най-вероятно през 1176 г., докъдето се простира разказът на Кинам, а недъгът му едва ли би бил премълчан като факт от Хониат, ако ослепеният Мануил Кантакузин наистина е участвал във войната срещу турците през 1179 година.